# Monatsschrift der Deutschen Kakteen-Gesellschaft
Monatsschrift der Deutschen Kakteen-Gesellschaft (abreviado Monatsschr. Deutsch. Kakteen-Ges.) fue una revista ilustrada con descripciones botánicas que fue editada en Berlín por Deutsche Kakteen-Gesellschaft. Se publicaron 4 volúmenes en los años 1929-1932.